# M.U.G.E.N
M.U.G.E.N (còn được gọi tắt là MUGEN) là một game engine chiến đấu 2D thiết kế bởi Elecbyte, viết bằng C với thư viện Allegro.

## Cách chơi
Chương trình sử dụng 7 nút bấm để chơi cùng với các phím mũi tên, trong ý định tổ hợp 6 nút, gồm 3 dành cho đấm, 3 cho đá, và 1 nút bắt đầu. Tuy nhiên, các nhân vật không nhất thiết phải dùng hết cả bảy nút bấm, cũng như không cần dùng theo dạng 6 nút hoặc 4 nút truyền thống. Trên hết, người chơi có thể điều khiển (chọn) 2 nhân vật, với nhân vật còn lại do AI máy điều khiển; gồm chế độ Xem dành toàn bộ quyền điều khiển tất cả nhân vật cho máy. Thêm vào đó, nhiều chế độ chơi khác có sẵn trên trình đơn của chương trình.

Nhân vật gốc Dragon Claw đấu với Darkstalkers nhân vật Hsien-Ko trong RAW là WAR.

 Chế độ chơi chính là Arcade, nơi người chơi đấu với các nhân vật được chọn ngẫu nhiên trong các trò tương tự dùng mã để chọn thứ tự thi đấu. Có 3 chế độ chơi theo đội khác nhau: Đơn, Giả lập, và Theo lượt. Chế độ thứ tư, Tag, đã được liệt kê trong tập tin EXE cùng với 2 ngôn ngữ kịch bản dùng để điều khiển, nhưng đã không bao giờ được sử dụng. Ở chế độ chơi đội/nhóm, trợ thủ có thể được dùng ở bất cứ chế độ chơi nhóm nào. Đơn là chế độ không có đội (1 nhân vật), Giả lập cung cấp nhân vật trợ thủ do máy điều khiển và được giả lập để hỗ trợ người chơi với AI máy, còn Theo lượt sử dụng mỗi nhân vật khác nhau cho một hiệp đấu, có thể tùy chọn từ 2 - 4 nhân vật trong trận đấu. Nếu chọn, cột sinh mệnh của nhân vật sẽ tự hiệu chỉnh theo số lượng nhân vật được chọn (4 nhân vật thì trong từng hiệp mỗi nhân vật chỉ có 1/4 sinh mệnh). Nếu trong chế độ chơi nhóm 1 phe có 2 nhân vật phe kia chỉ có 1 thì phe 2 sẽ bị chia đôi sinh mệnh sao cho tổng sinh mệnh luôn ngang nhau, mỗi nhân vật trong nhóm 2 người sẽ chỉ có 1/2 cột sinh mệnh so với bình thường. Phiên bản tiền M.U.G.E.N dành cho Windows của engine này có chức năng điều chỉnh hoặc vô hiệu hóa thông qua tùy chọn màn hình hoặc tập tin cấu hình, nhưng tùy chọn này chưa được kích hoạt. Chế độ chơi đội Co-op tương tự như Giả lập, trừ việc 2 nhân vật do 2 người chơi thực điều khiển (không phải 1 người 1 máy như chế độ Giả lập).
Trong chế độ Sinh tồn, có một loạt bất tận các đối thủ chiến đấu lần lượt với người chơi. Mục tiêu là hạ gục càng nhiều đối thủ càng tốt, với kết thúc là khi đội của người chơi bị thua. Người chơi có thể chọn chế độ Đơn, Giả lập hay Theo lượt, tuy nhiên chế độ Đơn cho lượng sinh mệnh cao nhất vào hồi phục nhiều nhất sau mỗi ván thắng khi bắt đầu vào ván mới. Chế độ Sinh tồn được thêm vào cuối cùng trong chương trình này. Thế nên, nó không được cung cấp trong bất cứ phiên bản M.U.G.E.N cho DOS nào.

## Lịch sử
Elecbyte phát hành chương trình tùy biến dễ dàng mang tên M.U.G.E.N năm 1999. Chương trình chính thức phát hành vào 17 tháng 7 năm 2001. Phiên bản thử nghiệm beta được làm ra để chạy trên các nền tảng DOS, Linux và Windows, phân phối trên trang chủ của Elecbyte. Chương trình cho phép người chơi thêm nhân vật mới tạo ra, cảnh nền, và các thành phần khác của trò chơi qua sử chỉnh sửa các tập tin văn bản, đồ họa, và âm thanh tổng hợp lại tạo thành một trò chơi chiến đấu hiệu quả tương tự các trò chơi thương mại. Trong khi chương trình được thiết lập chủ yếu cho môi trường trò chơi chiến đấu, nhiều trò chơi video thể loại khác đã được phát triển dựa trên nó, bao gồm trò chơi bắn súng và các trò chơi theo dạng nền tảng. Một cách chính thức, Elecbyte tự nhận là mình đã quên nghĩa gốc của cụm từ M.U.G.E.N, nhưng tập tin readme cho thấy tên chương trình liên quan tới những ngày khi mà chương trình muốn giả lập trò chơi bắn súng.

## Quá trình phát triển
Phát hành lần đầu tiên vào 17 tháng 7 năm 1999, M.U.G.E.N ban đầu được tạo cho môi trường MS-DOS. Sự phát triển của phiên bản DOS ngừng lại khi Elecbyte chuyển sang nền tảng Linux vào tháng 11 năm 2001. Trong một thời gian, Elecbyte đã từng đăng một thỉnh cầu quyên góp trên trang chủ của họ để mua hợp pháp một trình biên dịch dành cho Windows tiến tới làm phiên bản M.U.G.E.N cho Windows. Tuy nhiên, nhóm phát triển ngừng dự án vào năm 2003 và cũng đóng cửa luôn trang chủ của họ. Suy đoán sau này hướng vào sự rò rỉ bản thử nghiệm beta của M.U.G.E.N trên nền Windows được cung cấp cho những người đã quyên góp.
Bản thử nghiệm mang tính bí mật WinM.U.G.E.N có giới hạn tối đa chỉ được dùng 2 nhân vật, các chế độ chơi bị khóa, và các bảng quảng cáo rườm rà. Với phiên bản thử nghiệm bị công khai và sự ra đi của Elecbyte, một bản đã bị chỉnh sửa của chương trình này ra đời với các giới hạn bị gỡ bỏ vào năm 2004, kéo theo đó là những phần cập nhật để giải quyết các lỗi cũng như các vấn đề khác. Phiên bản M.U.G.E.N này là đầy đủ chức năng như bản cuối cùng dành cho Linux, mặc dù có một số khác biệt nhỏ và những vấn đề đặc thù, hỗ trợ các định dạng âm thanh tốt hơn nhờ các plugin hỗ trợ mới. Bởi vì những sự thay đổi giữa các phiên bản DOS và Linux của M.U.G.E.N, nhiều nhân vật đòi hỏi phải chỉnh sửa ít nhất là 1 tập tin SFF để bảng màu hiển thị đúng đắn (đặc biệt là trên phần chân dung) cũng như một số thay đổi cụ thể khác liên quan tới việc trình điều quản cú pháp kịch bản trong tập tin CNS thực hiện đúng chức năng, cũng như các bản vá lỗi cho DOS để hạ cấp cho các nhân vật giúp tương thích với những phiên bản thấp hơn của chương trình.
Giữa năm 2007, trang chủ của Elecbyte đã trở lại, dù chưa có nội dung gì đáng kể, chỉ có một logo đơn giản và quảng cáo của Google trên trang.

### Nội dung
Chương trình cho phép người chơi tạo các nhân vật, cảnh nền và các đối tượng khác thông qua các tập tin văn bản, đồ họa, và âm thanh kết hợp lại. Nó hỗ trợ nhiều định dạng âm thanh như MP3 và MIDI ngay từ đầu, tuy nhiên có thể được cấu hình để chơi nhiều loại định dạng khác nhờ các plugin của Winamp, như ADX và OGG, dưới dạng nhạc nền trong khi chơi hay ở các giai đoạn khác như phần giới thiệu hoặc màn hình chọn. Chương trình cho phép tất cả các chức năng giống như đã thấy ở bất kỳ trò chơi chiến đấu 2D nào.
Trước sự tồn tại của một loạt các công cụ phát triển sẵn có ngày nay, Elecbyte cung cấp các tiện tích dòng lệnh DOS để trợ giúp trong việc phát triển trò chơi, kèm theo là các tài liệu và bài hướng dẫn cần thiết. Tài liệu cung cấp bởi Elecbyte cũng bao gồm bình luận của các nhà phát triển trong các tập tin tài liệu được dùng làm tài liệu hướng dẫn. Cấu trúc mã của MUGEN dành cho các thành phần của nó dựa trên dạng chữ, và có thể truy xuất cũng như chỉnh sửa bằng bất cứ trình soạn thảo văn bản nào, chẳng hạn như Wordpad. Định dạng sprite nằm trong các tập tin đồ họa PCX 256-màu 16-bit. Âm thanh dùng cho trò chơi và nhân vật là định dạng WAV. Cả PCX và WAV đều được biên dịch trong các định dạng SFF và SND, đòi hỏi những công cụ riêng để chỉnh sửa chúng.
Với mỗi bản nâng cấp, cải tiến của M.U.G.E.N có những vấn đề với sự tương thích của các yếu tố trong trò chơi trình điều khiển state, các tham số kích hoạt, và với các phiên bản mới phát hành của Linux cũng như Windows, các tập tin SFF. Do sự biến mất của hãng Elecbyte, các vấn đề tương thích phát sinh từ các phiên bản mới đã không còn tồn tại. Elecbyte không bao giờ cung cấp một trình cập nhật tự động. Tuy nhiên, họ đã cung cấp một bản lưu nêu rõ chi tiết các thay đổi cho mỗi phiên bản tạo sự dễ dàng trong việc cập nhật chương trình. Như một sự hồi đáp, một công cụ của hãng thứ 3 gọi là SFFextract đã được tạo ra để trích xuất các tập tin pcx trong một tập tin SFF và tạo một tập tin văn bản dạng txt để tiếp nối quá trình nhập vào sprmaker. SFFextract khi dùng đúng cách có thể trợ giúp trong việc chỉnh sửa một tập tin SFF, vậy là các phiên bản sau này có thể dễ dàng nắm trong lòng bàn tay.

### Các dự án mô phỏng lại
Kể từ khi dự án đã bị ngừng phát triển trong một thời gian dài và không có mã nguồn khả dụng nào từ phía Elecbyte, nhiều dự án bản sao đã bắt đầu cố gắng tái lập các chức năng của chương trình từ đầu (viết mã lại từ đầu), chẳng hạn như ShugenDo Lưu trữ ngày 4 tháng 1 năm 2011 tại Wayback Machine, InfinityCat, xnaMugen, jMugen, Direct-Xion-Game Lưu trữ ngày 28 tháng 4 năm 2009 tại Wayback Machine và I.K.E.M.E.N. Một vài trong số chúng cung cấp khả năng chơi trực tuyến, một đặc điểm mà nhiều người dùng mong muốn.

## Sự tiếp nhận
Mặc dù nó có 2 trạng thái là một chương trình để làm trò chơi và bản thân cũng là một trò chơi, M.U.G.E.N thường được đón nhận như một trò chơi có tính tùy biến cao bởi các tạp chí, trang web và những người mới tìm hiểu M.U.G.E.N. Các bản thử nghiệm của chương trình cũng đưa nó vào các tạp chí, thường trưng bày một lượng lớn các bản khác nhau do nhiều tác giả tạo ra. Games Radar gọi M.U.G.E.N là một trong "12 trò chơi chiến đấu kỳ dị nhất từng có"